# Kluysbos
Het Kluysbos is een natuurgebied in het Vlaams-Brabantse Galmaarden. 
Het 15 hectare grote bos ligt aan de vallei van de Mark in het Pajottenland, vlak bij de Bosberg op de grens met de Oost-Vlaamse Vlaamse Ardennen. Het bosgebied sluit bovendien aan op het Raspaillebos, Moerbekebos en Karkoolbos. Het heuvelende bronloofbos wordt beheerd door 'vzw De Mark' (Natuurpunt afdeling 'Markvallei') en bestaat voornamelijk uit eik, beuk, kastanje en els. Het Kluysbos wordt gekenmerkt door voorjaarsbloeiers zoals bosanemoon, wilde hyacint, daslook en dotterbloem. In het Kluysbos leeft onder andere Brandts vleermuis, gewone dwergvleermuis, laatvlieger, buizerd, sperwer, koekoek, middelste bonte specht, braamsluiper, grauwe vliegenvanger,  boomklever, glanskop, matkop, sleedoornpage, oranje zandoogje, bruin zandoogje. 
Het Kluysbos is erkend als Europees Natura 2000-gebied (Bossen van de Vlaamse Ardennen en andere Zuid-Vlaamse bossen) en maakt deel uit van het Vlaams Ecologisch Netwerk.  Het Kluysbos is vrij toegankelijk via het wandelknooppuntennetwerk 'Pajottenland', de bewegwijzerde Natuurpunt-routes en de Galmaardse 'Ringmuswandeling'.

## Afbeeldingen

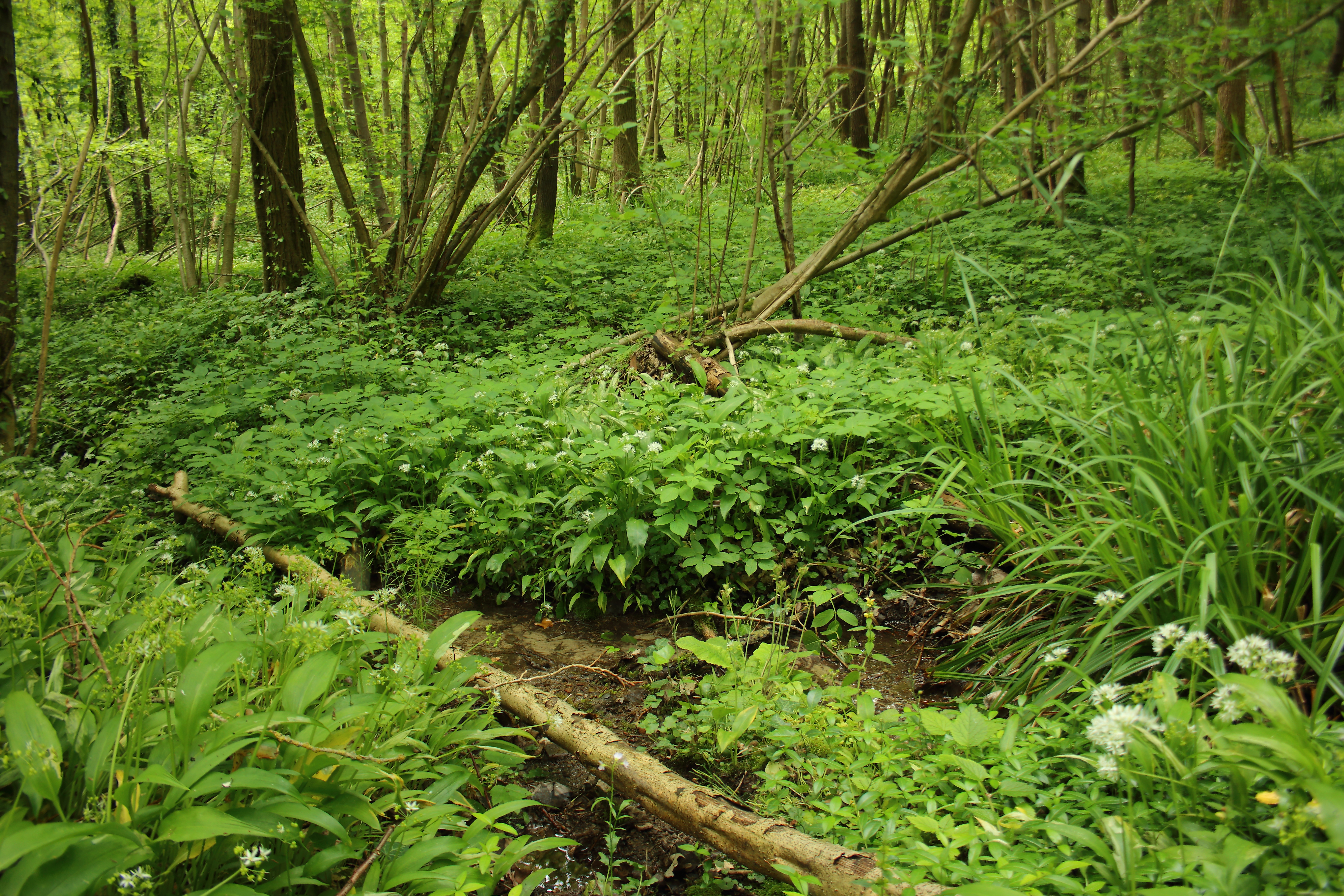
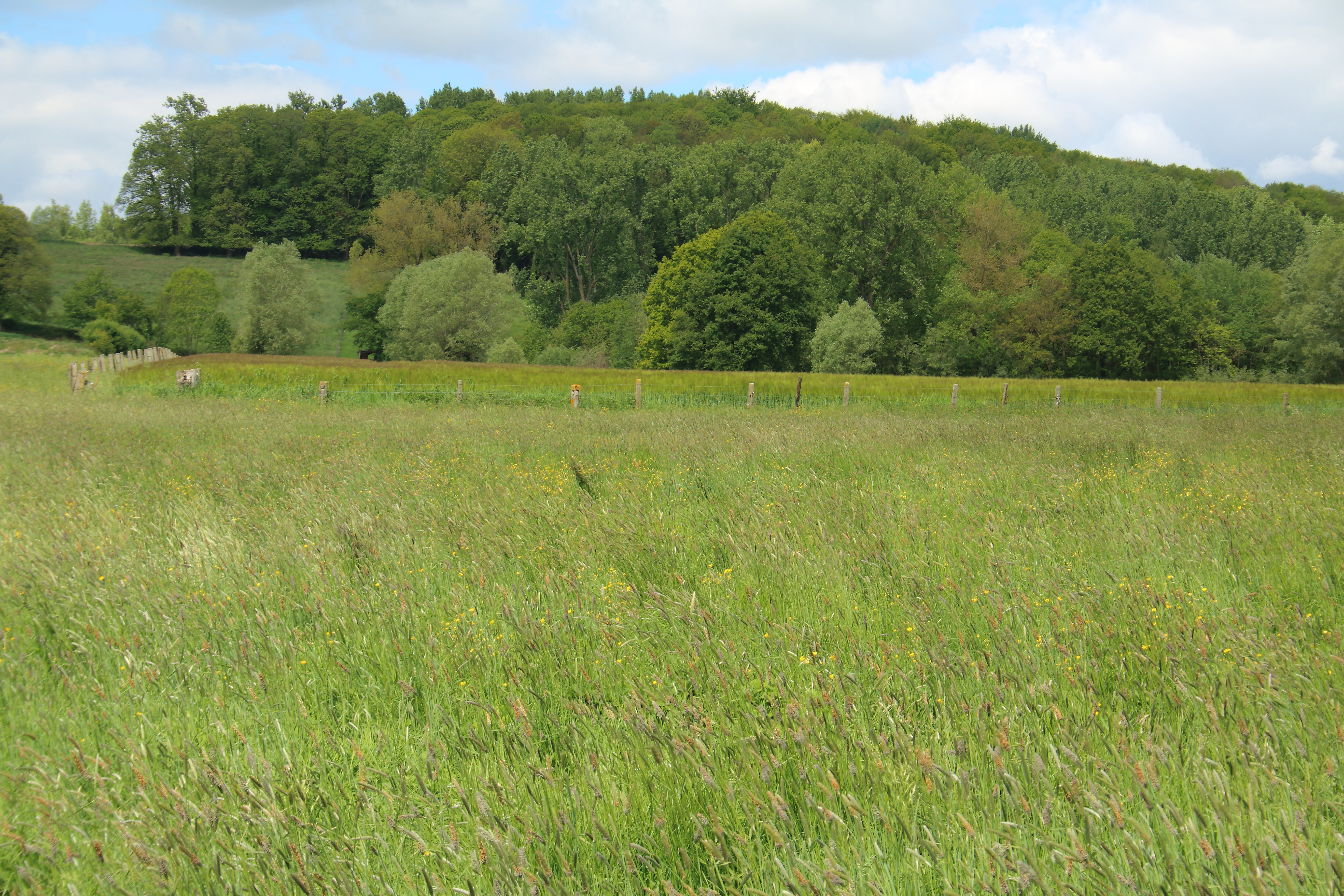
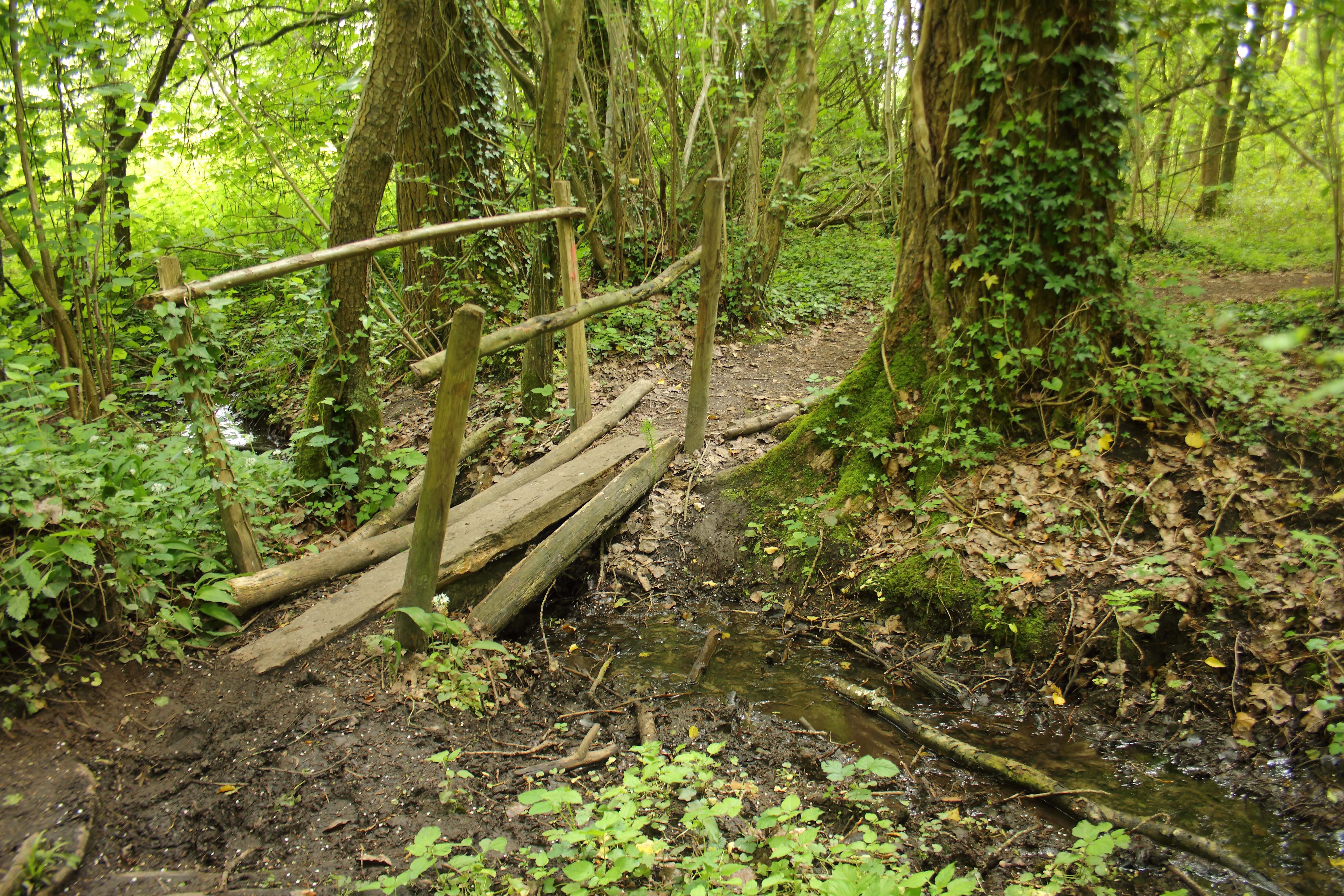
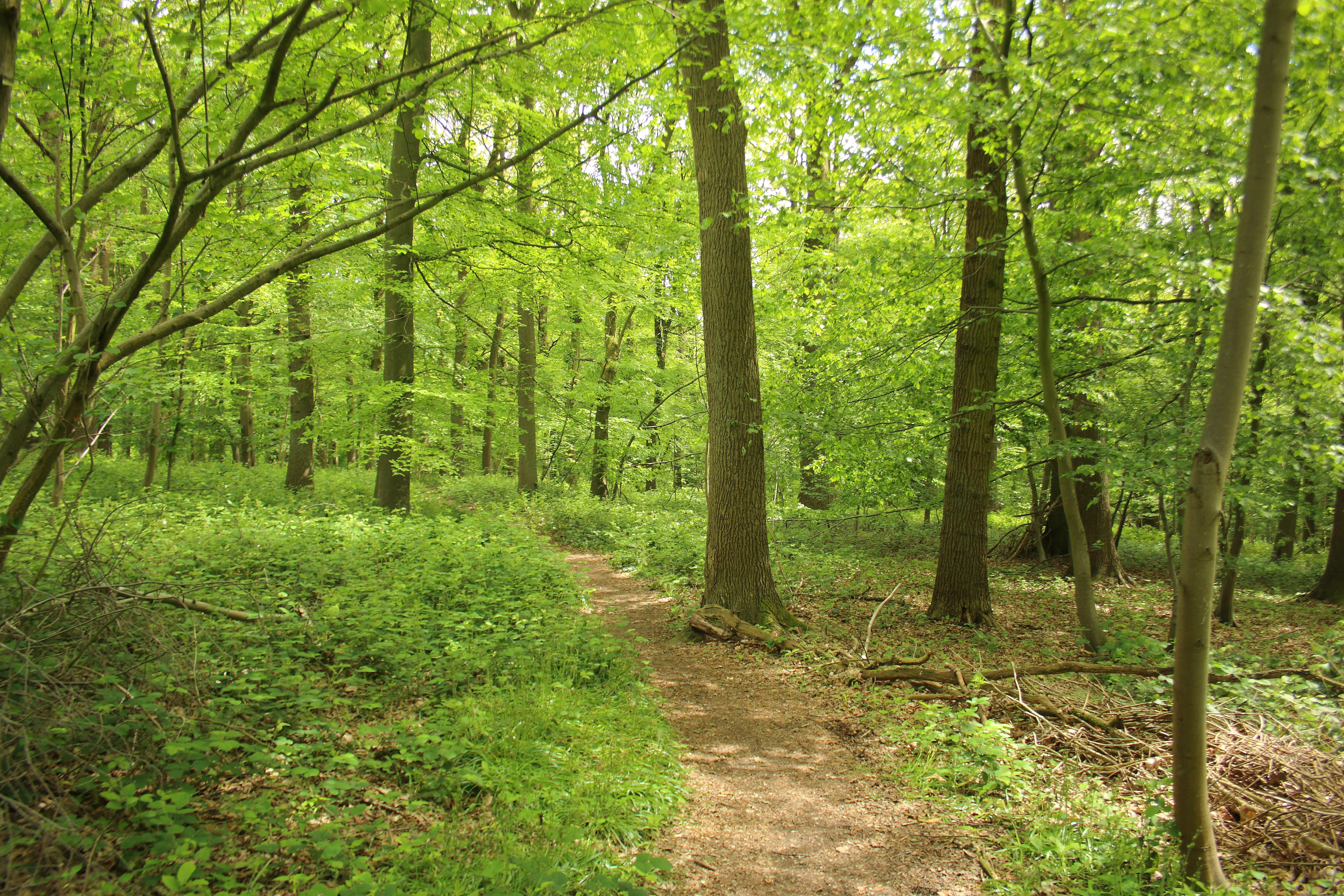
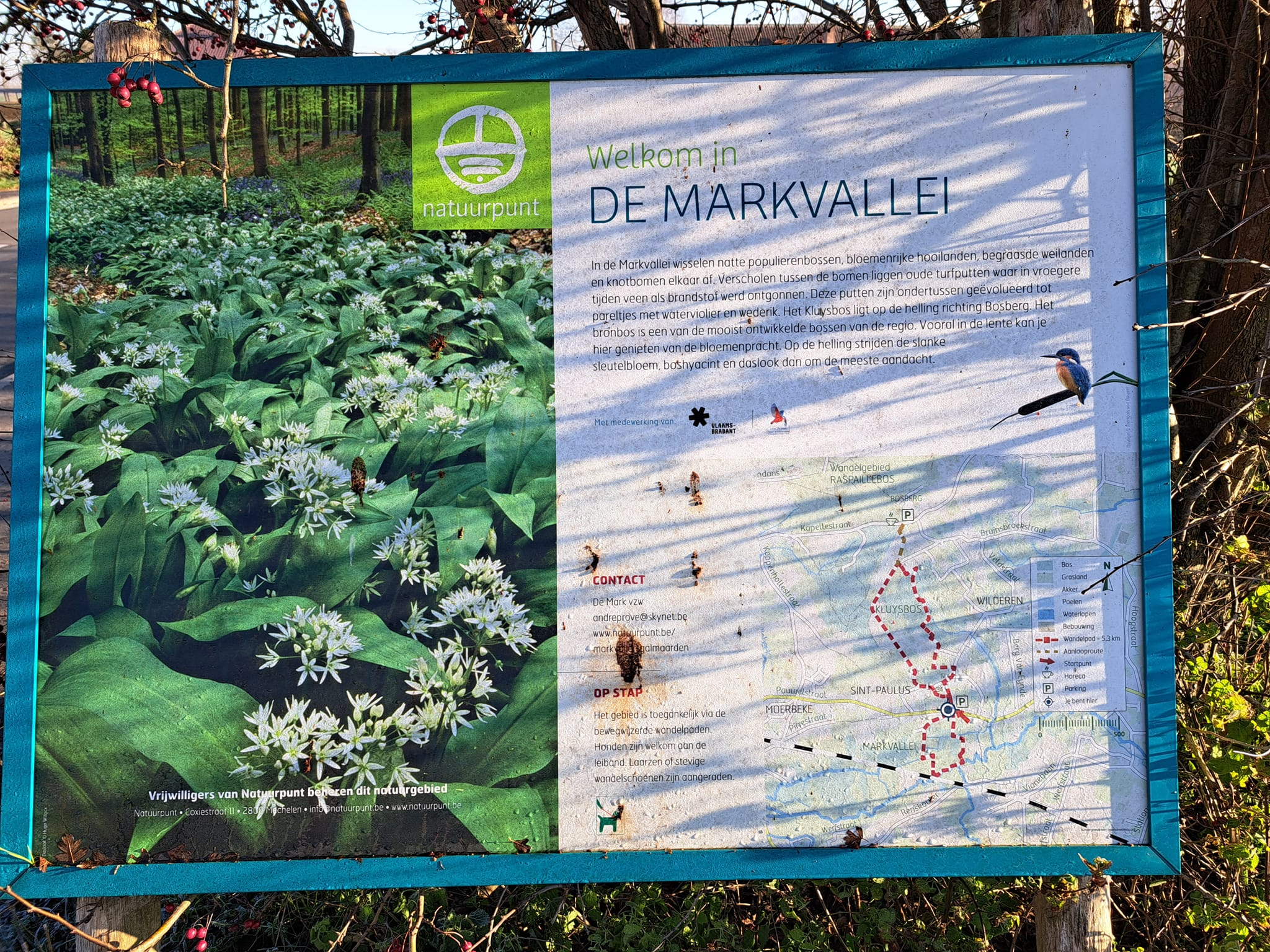